# Calcarisporium ovalisporum
Calcarisporium ovalisporum är en svampart som först beskrevs av Petch, och fick sitt nu gällande namn av de Hoog 1978. Calcarisporium ovalisporum ingår i släktet Calcarisporium, ordningen köttkärnsvampar, klassen Sordariomycetes, divisionen sporsäcksvampar och riket svampar.   Inga underarter finns listade i Catalogue of Life.